# Sainte-Honorine-la-Guillaume
Sainte-Honorine-la-Guillaume é uma comuna francesa na região administrativa da Normandia, no departamento Orne. Estende-se por uma área de 14,86 km². Em 2010 a comuna tinha 342 habitantes (densidade: 23 hab./km²).